# Karma (Taylor Swift)
"Karma" is een nummer van de Amerikaanse singer-songwriter Taylor Swift uit 2022, op single uitgebracht op 1 mei 2023. Op 26 mei 2023 werd een remixversie, met rapper Ice Spice, uitgebracht.

## Achtergrond
Het nummer is afkomstig van Swifts tiende studioalbum Midnights. Swift schreef en produceerde het nummer samen met Jack Antonoff, Sounwave en Keanu Beats. Jahaan Sweet is coproducer van het nummer. het coproduceerde. Swifts platenlabel Republic Records bracht het nummer op 1 mei 2023 uit als derde single van Midnights. Enkele weken later volgde "Karma (remix)", de samenwerking met Ice Spice.
De samenwerking met Ice Spice kwam tot stand nadat Swift en Spice elkaar ontmoetten tijdens de iHeart Music Awards in 2023. Shawn Barron, voormalig muziekdirecteur van Atlantic and Capitol Records, stelde voor dat beide artiesten gingen samenwerken en binnen een maand was de remixversie gemaakt. De remix is een bonustrack op de speciale uitgaven van het album Midnights. Op de dag van de release, 26 mei 2023, gaf Ice Spice een gastoptreden tijdens Swifts concert in New Jersey in de The Eras Tour, waarbij de remixversie voor het eerst live werd uitgevoerd. 
De remixversie werd genomineerd voor een Grammy Award in de categorie "beste popduo". De single won in 2024 de BMI Award voor "most performed song of the year".
In de songtekst verkondigt Swift hoe haar "goede karma" haar goede dingen in het leven bracht, in tegenstelling tot haar tegenstanders. Muzikaal gezien combineert het nummer chillwave, disco, electroclash en synthpop met elementen van techno, alternatieve pop en new wave. De productie wordt gekenmerkt door de beats en synthesizers. Volgens de muziekpers was Karma een van de hoogtepunten van het Midnights album. 

## Hitlijsten
Na de release van Midnights kwamen alle nummers van het album in dezelfde week binnen in de Billboard Global 200, waarvan er negen in de top 10 stonden. "Karma" debuteerde op nummer 10. De nummers vestigden het record voor de meeste gelijktijdige top 10-noteringen en maakten Swift de eerste artiest die de gehele top vijf van de Global 200 bezette.
De single kwam binnen op nummer negen in de Billboard Hot 100 en steeg door naar de tweede plaats. Het behaalde ook de top 10 in de hitlijsten in Australië, Litouwen, Canada, de Filipijnen, Ierland en Nieuw-Zeeland. In de Nederlandse Top 40 kwam het niet verder dan een 26e positie. 
In Australië kreeg de single de status 4x platina. Platina werd ook bereikt in Brazilië, Canada, Mexico en het Verenigd Koninkrijk; en goud in Denemarken, Nieuw-Zeeland, Portugal, Polen en Spanje.

### NPO Radio 2 Top 2000
Karma stond in 2024 voor het eerst in de NPO Radio 2 Top 2000, op plek 963.